# Галынский, Алексей Викторович
Алексей Викторович Галынский (род. 29 июля 1970, Тюмень) — советский и российский хоккеист, нападающий. Мастер спорта России. Тренер.

## Биография
Воспитанник тюменского «Рубина», провёл за команду 13 сезонов (1988/89 — 2000/01). В конце карьеры выступал за команды «Югра» Сургут (2001/02), «Газовик-Старт» (Ялуторовск, 2003/04 — 2004/05).
Окончил Тюменский государственный университет (2004).
С 2005 года — тренер в хоккейной школе «Рубина».